# Herb Douglas

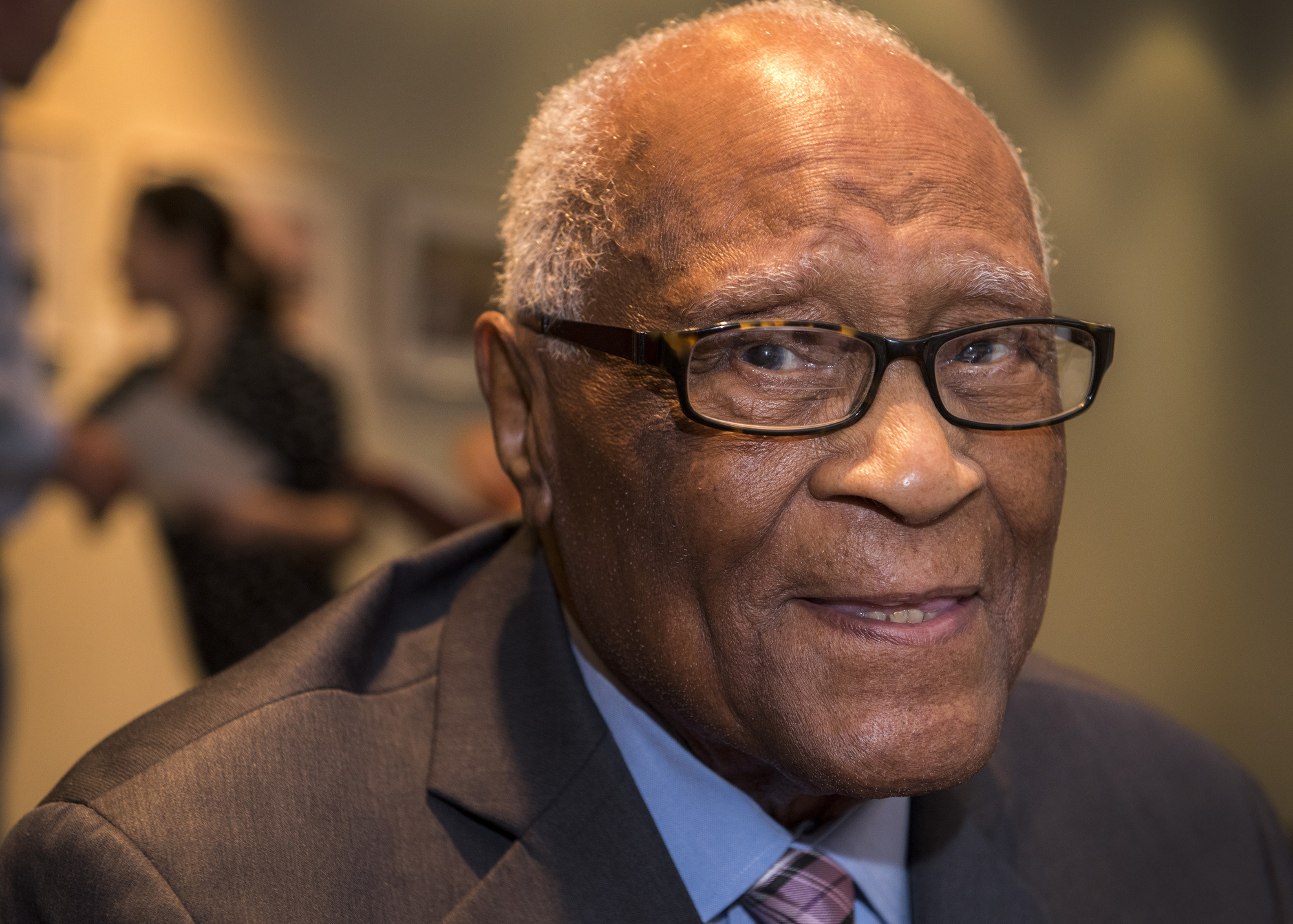
Herb Douglas

Herb Douglas (Herbert Paul Douglas Jr.; * 9. März 1922 in Pittsburgh; † 22. April 2023 ebenda) war ein US-amerikanischer Weitspringer.
1945 wurde er US-Meister im Freien, 1947 und 1949 in der Halle.
1948 qualifizierte er sich mit seiner persönlichen Bestleistung von 7,69 m für die Olympischen Spiele in London. Dort gewann er mit 7,545 m die Bronzemedaille hinter seinem Landsmann Willie Steele (7,825 m) und dem Australier Theo Bruce (7,555 m).